# Глинка, Иван Николаевич (Духовщинского уезда)
Иван Николаевич Глинка (1777 — 1834) — дворянин Духовщинского уезда Смоленской губернии из рода Глинка, в 1832 — уездный предводитель дворянства.
Прославился тем, что в 1812 году у села Соловьёво всего за два дня построил переправу через Днепр для отступающей Русской армии.
Младший брат Сергея Глинки, старший брат Фёдора Глинки.

## Биография
В 1801 находился в отставке. Капитан.
В 1810-12 числился как брат ложи, масон ученической степени в списках ложи «l’Heureuse Delivrance» (Счастливое освобождение) в Несвиже.
Ложа возобновлена 04.09.1810, работала по шведско-берлинской системе в доме Навашинского, с 1811 — во дворце кн. Радзивилла. Закрыта в 1812.
Масоном также был Фёдор Глинка.
В августе 1812 года у села Соловьёво построил переправу (Соловьёва переправа) через Днепр для отступающей Русской армии. За два дня было наведено два плавучих моста, укрепленных якорями. Свободный путь был открыт обозам с продовольствием, подводами с ранеными и коннице.
В 1818 — полковник 1-го Морского полка, находился в Твери.
В 1826 помещик Духовщинского уезда, в 1832 — предводитель дворянства этого же уезда.
В 1834 жил в своём имении.

## Родовод
Родители
Отец — Николай Ильич Глинка [Глинки] (1744—1796)
Мать — Анна Яковлевна Каховская (Глинка) [Каховские] (1757—1802)
Братья
Семь братьев, из них наиболее известны:
- Глинка, Сергей Николаевич (1775—1847)
- Глинка, Фёдор Николаевич (1786—1880)